# 怪妞進怪論
《怪妞進怪論》是Kyary Pamyu Pamyu的第一張錄音室專輯，2012年5月23日由unBORDE發售。

## 概要
收錄人氣樂曲「PONPONPON」「つけまつける」「CANDY CANDY」「きゃりーANAN」等全12曲。

## 收錄曲
全作詞・作曲・編曲：中田康貴
CD
1. 怪妞進怪論（ぱみゅぱみゅレボリューション） [1:00]
2. 戴上假睫毛（つけまつける） [4:18]
1st單曲。
テレビドガッチ「豆しぱみゅぱみゅ」CM歌曲
千葉電視台・Being制作「MUSIC FOCUS」1月度片尾曲
3. PONPONPON [4:06]
配信單曲。
4. 大家的歌（みんなのうた） [5:03]
5. 卡莉─ANAN（きゃりーANAN） [3:15]
1st單曲的B面曲。
「an」CM歌曲
6. CANDY CANDY [3:50]
2nd單曲。
江崎固力果「BREO」CM歌曲
關西電視台・富士電視台系『キャサリン』片尾曲
7. Drinker [4:17]
8. 撒嬌拜託44℃（おねだり44℃） [3:39]
日本ケンタッキーフライドチキン「クラッシャーズ」CM歌曲
9. 太喜歡你所以快氣瘋了（スキすぎてキレそう） [5:19]
10. 勉強安全（ぎりぎりセーフ） [3:13]
11. 晚安（おやすみ） [4:42]
12. Chaka chan chan（ちゃんちゃかちゃんちゃん） [4:46]

DVD
- MUSIC VIDEO「PONPONPON」「つけまつける」「CANDY CANDY」
- もしもしクアトロ LIVE (2012.2.25@Shibuya CLUB QUATTRO)、「PONPONPON」「きゃりーANAN」

## 参照網站
- Kyary Pamyu Pamyu、1st專輯全貌解禁　豪華特典